# ساتوشی موری
ساتوشی موری (انگلیسی: Satoshi Mori؛ زادهٔ ۱۰ مهٔ ۱۹۴۹) بازیکن بسکتبال اهل ژاپن بود.